# Albanés tosk
El tosco es el dialecto sureño del albanés. La línea de demarcación entre el tosco y el guego (el dialecto del norte) es el río Shkumbin. 
El tosco es la base del estándar lingüístico del albanés.
La palabra «tosco» puede referirse también a los hablantes del albanés tosco del extremo sur de Albania, generalmente divididos en los subgrupos laberio de Labëria y camerio de Cameria.
Son considerados estereotípicamente más abiertos, imaginativos y menos violentos que los guegos. Los arbanitas de Grecia y los arbëreshë de Italia son descendientes de colonos toscos.